# Tieta (telenovela)
Tieta é uma telenovela brasileira produzida e exibida pela TV Globo de 14 de agosto de 1989 a 30 de março de 1990, em 197 capítulos. Substituiu O Salvador da Pátria e foi substituída por Rainha da Sucata, sendo a 41ª "novela das oito" transmitida pela emissora.
É considerada uma das novelas de maior audiência da televisão brasileira, junto com Roque Santeiro. É livremente inspirada no romance Tieta do Agreste, de Jorge Amado. Adaptada por Aguinaldo Silva, Ricardo Linhares e Ana Maria Moretzsohn, com colaboração na pesquisa de texto de Márcia Prates e Iris Gomes da Costa. Direção de Reynaldo Boury, Ricardo Waddington e Luiz Fernando Carvalho; além de Ivan Zettel como assistente de direção. A direção geral e executiva é de Paulo Ubiratan.
Contou com Betty Faria, Joana Fomm, Cassio Gabus Mendes, Reginaldo Faria, Lídia Brondi, José Mayer, Yoná Magalhães e Arlete Salles.

## Enredo

### Primeira fase (1964)
Em Santana do Agreste, cidadezinha localizada às margens de Mangue Seco, no Agreste nordestino, Tieta é uma jovem que contraria a moralidade do pequeno lugar. Sensual, rebelde e de espírito livre, ela passa os dias pastorando as cabras do pai, o rabugento velho Zé Esteves, ao mesmo tempo em que exerce o fascínio nos homens da região, o que irrita sua irmã mais velha, a amargurada e invejosa Perpétua, que a considera a "ovelha negra" da família. Influenciado pelas intrigas de Perpétua, Zé Esteves dá uma surra de cajado em Tieta e a escorraça da cidade na presença de todos os moradores locais. As únicas a tentarem lhe ajudar são sua madrasta e defensora Tonha, anos mais jovem que o marido, sua amiga Carmosina e a mãe desta, Dona Milu. Mesmo humilhada, Tieta ergue a cabeça e segue para São Paulo, prometendo um dia voltar para se vingar.
Paralelamente, Ascânio Trindade, um outro "filho ilustre" do agreste, também deixa a região, mas por razões diferentes. O rapaz vai estudar na capital a fim de um dia voltar e trazer a modernização à cidade, um lugar esquecido e parado no tempo.

### Segunda fase (1989)
Vinte e cinco anos depois, a família Esteves depende financeiramente de Tieta, que perdoou a família e os ajuda todo mês. A única informação sobre ela é que se casou com um industrial milionário, o Comendador Cantarelli, e prosperou com um negócio de luxo na capital paulistana. Quando as cartas de Tieta param de ser enviadas, Perpétua e Zé Esteves presumem que ela está morta. No dia em que está sendo celebrada uma missa em sua homenagem, Tieta retorna, rica e triunfante, decidida a se vingar das pessoas que a maltrataram. Tieta diz que veio para ficar e muda a rotina de todos os moradores de Santana do Agreste. Os que a condenaram na juventude passam a cortejá-la, movidos pela ambição por sua fortuna ou atraídos por sua exuberância. Tieta percebe que nada mudou na cidade, que permanece parada no tempo, e que todos continuam hipócritas. 
Para escandalizar ainda mais a família, Tieta se vê atraída pelo próprio sobrinho, o jovem seminarista Cardo, filho de Perpétua, que sonha vê-lo se tornar padre e passa a bajular a irmã por conta de seu dinheiro. Beata falsa, hipócrita e tresloucada, Perpétua se veste inteiramente de preto e vive em eterno luto pela morte do marido, o velho Major Cupertino, além de controlar a vida de todos na região, o que a faz ganhar algumas alcunhas, como "bruxa" e "tribufu".
Ascânio também retorna à cidade e assume o cargo de secretário da prefeitura, lutando para trazer progresso a Santana do Agreste e, junto com Tieta, promovendo a modernização da cidade. Ele acaba se apaixonando pela doce Leonora, suposta enteada que Tieta traz consigo para a cidade; no entanto o amor dos dois é atormentado pela desequilibrada Helena, sua ex-noiva, que retorna do Rio de Janeiro disposta a reconquistá-lo. Para realizar seu sonho de trazer a modernidade a Santana do Agreste, Ascânio e o prefeito, Coronel Arthur da Tapitanga, tentam facilitar a entrada na cidade do empreendimento do misterioso Mirko Stephano, sem saberem que se trata de uma indústria altamente poluidora que prejudicará o meio ambiente da região. Mirko Stephano é, na realidade, o filho de coronel Arturzinho, que foi embora há muito tempo da cidade e jurou vingança contra o pai, a quem culpa pela morte de sua mãe. Arturzinho se tornou um homem sem escrúpulos e rancoroso, capaz de tudo para conseguir mais dinheiro e poder. Para conseguir o que quer, Arturzinho chega a seduzir a sofrida Tonha, que volta transformada de São Paulo, após anos de privações ao lado de Zé Esteves, que morre ao longo da trama. Arturzinho também passa a chantagear Tieta, a partir de um dossiê que comprova a origem de seus negócios em São Paulo: Tieta não é viúva de um comendador, mas sim, uma das maiores cafetinas da capital paulista, sendo conhecida como "Madame Antoinette", do bairro do Higienópolis, sendo Leonora uma das principais moças agenciadas por ela.
Imaculada é uma das "rolinhas" do prefeito Arthur da Tapitanga, que oferece para várias meninas abrigo, alfabetização e comida, em troca de favores sexuais. Porém, Imaculada consegue driblar e fugir do cerco do coronel, apaixonando-se por Cardo. Já Carol é a "teúda e manteúda" do autoritário Modesto Pires, um homem capaz de tudo para não perder o seu poder. Vivendo trancada, apenas para satisfazer os desejos de Modesto, Carol apaixona-se pelo galanteador Osnar, criador de cabras e um eterno apaixonado por Tieta. Elisa, filha de Tonha e meia-irmã de Tieta, é outro destaque da trama; em crise no casamento com o malandro Timóteo, ela tem sonhos românticos com o ator Tarcísio Meira, chegando a preparar um enxoval, planejando um possível encontro com seu ídolo. Enquanto isso, Carmosina, responsável pelo serviço de correios na região, é uma mulher solteirona e alegre que ainda vive com a mãe na pensão das duas e sonha em encontrar um grande amor; tendo esse sonho realizado com a ajuda de Tieta, que contrata o caminhoneiro Gladstone para tirar a virgindade dela. Outras solteironas da região são a dupla Cinira e Amorzinho, fiéis seguidoras de Perpétua, que escondem de todos o desejo que possuem por homens, irritando o padre local, Mariano, com seus delírios.
O grande mistério da trama é a identidade da "mulher de branco", uma assombração que vaga pela cidade nas madrugadas e ataca os homens. Por se sentirem enfeitiçados pela misteriosa mulher, eles são incapazes de lembrar sua identidade. Ao final, descobre-se que a "mulher de branco" é a ninfomaníaca Laura, mulher do bondoso Capitão Dário. 
Outro grande mistério é o conteúdo que Perpétua guarda dentro de uma caixa branca, que ela protege com todo cuidado e não deixa ninguém chegar perto. No último capítulo, Perpétua desaparece e Tieta aproveita para revelar aos moradores o que a irmã guardava na caixa. As mais variadas reações dos personagens que veem o conteúdo levam a crer que era o pênis do Major, provavelmente embalsamado.
Nos últimos capítulos da trama, o vilão Arturzinho é assassinado na prefeitura da cidade, trazendo um novo mistério para a trama. O assassino revela-se seu próprio pai, Arthur da Tapitanga, embora o crime seja assumido por seu capanga, Trapizomba.

## Elenco
| Intérprete              | Personagem                                                               |
| ----------------------- | ------------------------------------------------------------------------ |
| Betty Faria             | Antonieta Esteves Cantarelli (Tieta / Madame Antoinette de Higienópolis) |
| Joana Fomm              | Perpétua Esteves Batista                                                 |
| Cássio Gabus Mendes     | Ricardo Esteves Batista (Cardo)                                          |
| Reginaldo Faria         | Ascânio Trindade                                                         |
| Lídia Brondi            | Leonora Cantarelli / Sheila                                              |
| José Mayer              | Osnar Pereira                                                            |
| Yoná Magalhães          | Maria Antônia Ferreira Antunes Esteves (Tonha)                           |
| Arlete Salles           | Carmosina da Conceição (Carmô)                                           |
| Luciana Braga           | Maria Imaculada                                                          |
| Ary Fontoura            | Coronel Artur da Tapitanga                                               |
| Marcos Paulo            | Artur da Tapitanga Filho (Arturzinho) / Mirko Stephano                   |
| Tássia Camargo          | Elisa Esteves D'Alemberti                                                |
| Paulo Betti             | Timóteo D'Alemberti                                                      |
| Sebastião Vasconcelos   | José Esteves (Zé Esteves)                                                |
| Paulo José              | Gladstone Peixoto                                                        |
| Françoise Forton        | Helena Trindade                                                          |
| Luíza Tomé              | Carolina Fazin (Carol)                                                   |
| Armando Bógus           | Modesto Pires                                                            |
| Bete Mendes             | Aída Pires                                                               |
| Lília Cabral            | Amorosa de Jesus (Amorzinho)                                             |
| Rosane Gofman           | Cinira da Silva                                                          |
| Flávio Galvão           | Comandante Dário Queiroz Wënders                                         |
| Cláudia Alencar         | Laura Queiroz                                                            |
| Cláudia Magno           | Silvana Pitombo                                                          |
| Otávio Augusto          | Marcolino Pitombo                                                        |
| Ana Lúcia Torre         | Juracy Pitombo                                                           |
| Roberto Bonfim          | Amintas Feitosa                                                          |
| Miriam Pires            | Maria Isluísa da Conceição (Dona Milu)                                   |
| Cláudio Corrêa e Castro | Padre Mariano                                                            |
| Elias Gleizer           | Jairo Turíbio                                                            |
| Renato Consorte         | Seu Chalita                                                              |
| Bemvindo Sequeira       | José da Silva (Bafo de Bode) / Possidônio Antunes (falso)                |
| Simone Carvalho         | Elizabeth von Hoffman (Bebê)                                             |
| Paulo César Grande      | Rosalvo Dias                                                             |
| Danton Mello            | Cupertino Esteves Batista Filho (Peto)                                   |
| Renata Castro Barbosa   | Letícia Pires                                                            |
| Maria Helena Dias       | Zuleica Cinderela                                                        |
| Ênio Santos             | Tertuliano (Terto)                                                       |
| Roberto Frota           | Leôncio                                                                  |
| Cristina Galvão         | Filomena (Filó)                                                          |
| Paulo Nigri             | Cosme                                                                    |
| Andrea Paola            | Araci                                                                    |
| Cidinha Milan           | Cora Reis                                                                |
| Liana Duval             | Rafaela (Rafa)                                                           |
| Chaguinha               | Seu Pirica                                                               |
| Evandro Leandro         | Trapizomba                                                               |
| Jonathan Nogueira       | Edmundo Pitombo                                                          |
| Guga Coelho             | Bentinho                                                                 |
| Eduardo Cardoso         | Sabino                                                                   |

### Participações especiais
| Intérprete               | Personagem                                  |
| ------------------------ | ------------------------------------------- |
| Claudia Ohana            | Antonieta Esteves Cantarelli (Tieta, jovem) |
| José de Abreu            | Mascate Oliveira                            |
| Iara Jamra               | Assuntinha Ferreira                         |
| José Lewgoy              | Leovigildo Trindade                         |
| Rogéria                  | Ninete Burtini / Valdemar Pinto             |
| Jorge Dória              | Pastor Hilário                              |
| Marília Barbosa          | Cláudia Bruno                               |
| David Pinheiro           | Antônio Rezende                             |
| Herson Capri             | Lucas                                       |
| Carlos Zara              | Dr. Gama                                    |
| Miguel Falabella         | Miguel                                      |
| Maria Isabel de Lizandra | Benta                                       |
| Lina Fróes               | Jussara                                     |
| Luciana Campos           | Coralina (Rolinha)                          |
| Maria de Médicis         | Ritinha (Rolinha)                           |
| Concy Maduro             | Jussanã (Rolinha)                           |
| Patrícia Alencar         | Rosinha (Rolinha)                           |
| Rosana Salles            | Dezinha (Rolinha)                           |
| Suzanne Seixas           | Maria do Céu (Rolinha)                      |
| Vanda Alves              | Marilu (empregada de Aída)                  |
| Adelaide Conceição       | Adelaide (empregada de Dona Milu)           |
| Maria Zenaide            | Maria (empregada de Juraci)                 |
| Ana Rosa Aboim           | Nevinha (atendente da loja de Timoteo)      |
| Tereza Cristina          | Dorothy (atendente da loja de Amintas)      |
| Sônia Barbosa            | Manon (da Casa da Luz Vermelha)             |
| Silvana Bulgarelli       | Glorinha (da Casa da Luz Vermelha)          |
| Jussara Calmon           | Jussara (secretária de Perpétua)            |
| Genivaldo dos Santos     | Jarro de Flor (atendente do bar)            |
| Germano Filho            | Jarde                                       |
| Emílio Di Biasi          | Dr. Enrique                                 |
| Luís Carlos Arutin       | fiscal dos trens                            |
| Yaçanã Martins           | recepcionista do hotel                      |
| João Signorelli          | assediador                                  |
| Paulo Reis               | advogado de Ascânio                         |
| Isadora Ribeiro          | nova "teúda e manteúda" de Modesto Pires    |
| Adriana Canabrava        | Perpétua (jovem)                            |
| Thaís de Campos          | Carmosina (jovem)                           |
| Marcos Winter            | Osnar (jovem)                               |
| Ingra Liberato           | Tonha (jovem)                               |
| Edson Fieschi            | Ascânio (jovem)                             |
| Leonardo Brício          | Amintas (jovem)                             |
| Christian Esposito       | Arturzinho (jovem)                          |
| Roberto Rego Pinheiro    | Timóteo (jovem)                             |
| Tarcísio Meira           | ele mesmo                                   |
| Pepeu Gomes              | ele mesmo                                   |
| Moraes Moreira           | ele mesmo                                   |
| Rogério Ehrlich          | ele mesmo                                   |

## Produção
A telenovela foi baseada no romance Tieta do Agreste, lançado em 1977 por Jorge Amado. Inicialmente, a adaptação do livro para a televisão seria em forma de minissérie, e seria um projeto entre Betty Faria e o diretor Paulo Ubiratan. Porém o diretor Boni viu um potencial na história, e sugeriu que a adaptação fosse em forma de novela no horário nobre. Barriga de Aluguel que estava pronta para substituir O Salvador da Pátria às 20h, foi rebaixada de horário, entrando Tieta em seu lugar.
Na adaptação, foi retirada do livro apenas a história principal. Os personagens que, no livro, tinham pequenas participações tiveram na novela seus destaques aumentados.
Foram desenhados mais de mil figurinos para a novela. Íris Gomes da Costa pesquisou expressões citadas na obra de Jorge Amado e termos coloquiais da região, para que as personagens falassem com sotaque e utilizassem o vocabulário nordestino.
A fictícia Santana do Agreste era composta por 46 prédios, duas igrejas, oito ruas, duas praças, um circo abandonado e quinze ruínas. Tudo foi construído numa área de 10 000 m², em Guaratiba, no Rio de Janeiro. Destacou-se a reprodução do piso das ruas de Laranjeiras, em Sergipe, feita em fibra de vidro por artesãos de Sergipe. A produção de arte levou para o Rio de Janeiro objetos e santos sergipanos.
A abertura da novela misturava elementos da natureza com a beleza feminina, representada pela modelo Isadora Ribeiro. Hans Donner e sua equipe fotografaram o litoral de Mangue Seco, no norte da Bahia. As fotos foram projetadas no fundo da cena e Isadora aparecia em primeiro plano, nua e coberta pela sombra. Através de recursos de computação gráfica, vários elementos da natureza, como pedras, árvores e folhas, davam forma ao corpo da modelo. No início da abertura, aparecia o logotipo escrito na areia, que era o nome da protagonista, Tieta. O processo foi gravado em estúdio, num tanque iluminado artificialmente, para simular a claridade da luz do sol. Isadora contou que ficou andando nua no estúdio por cerca de trinta minutos antes de começar a gravar, para perder a inibição.
Devido a nudez explícita na abertura, apesar do uso de efeitos especiais para reduzir a aparição dos seios de Isadora, nas duas reprises da novela, foram realizadas adaptações para se adequar à faixa vespertina, uma vez que era exibida às 14h15 (1994–95) e 17h (2024–25). Na primeira reprise, em 1994, a Globo utilizou um estilo diferente de apresentar o nome dos atores, sendo idêntico aos créditos finais em cima das cenas da abertura em que a modelo aparecia, além de pequenos cortes. Já na segunda reprise, em 2024, a emissora apostou numa versão curta, sendo exibida apenas no encerramento, usando as partes finais como o rosto da modelo se levantando lentamente em clima noturno, com os nomes dos atores sendo relacionados rapidamente.

## Exibição
Foi reexibida pela primeira vez no Vale a Pena Ver de Novo de 19 de setembro de 1994 a 7 de abril de 1995, substituindo a sua sucessora original Rainha da Sucata e sendo substituída por Pedra sobre Pedra, em 145 capítulos.
Foi reexibida na íntegra pelo Viva de 1 de maio a 15 de dezembro de 2017, substituindo A Gata Comeu e sendo substituída por Grande Sertão: Veredas, no horário das 15h30.
Foi reexibida pela Globo Portugal de 8 de janeiro a 9 de setembro de 2018 as 23h15 de segunda a sábado.
Foi reexibida pela segunda vez no Vale a Pena Ver de Novo de 2 de dezembro de 2024 a 16 de maio de 2025, em 120 capítulos, substituindo Alma Gêmea e sendo substituída por A Viagem. A reprise foi escalada em comemoração aos 35 anos da trama e abrindo as comemorações dos 60 anos da TV Globo em 2025. Nos dias 4 e 5 de março de 2025, a novela não foi exibida apenas para os estados de São Paulo (terça-feira de carnaval) e Rio de Janeiro (quarta-feira de cinzas) devido à cobertura jornalística da apuração dos desfiles das escolas de samba do Grupo Especial. No capítulo do dia 5, a novela em sua exibição para todo o país (menos Rio de Janeiro) dividiu o capítulo em duas partes, antecedendo a transmissão dos Resultados do Carnaval do Rio de Janeiro.

### Exibição Internacional
A novela foi exibida Internacional em alguns países da América Latina, como: México (pelo Canal 13 em 1991), Chile (pela Megavisión em 1991 e pela Chilevisión em 2004), Venezuela (pela Televen em 1990), Equador (Pela Ecuavisa), Argentina (Pelo Canal 9) e El Salvador (Pelo Canal 12). A abertura da novela cantada por Luiz Caldas chegou a ser exibida em espanhol em alguns desses países. 

### Outras mídias
Em junho de 2012, foi lançada em DVD pela Globo Marcas.
Em 8 de junho de 2020, foi disponibilizada pelo Globoplay, como parte do Projeto Resgate. Em 16 de setembro de 2024, foi atualizada pela plataforma de streaming da Globo como parte do Projeto Originalidade, com a atualização para o formato de exibição original; com o formato de imagem restaurado em 4:3, além de aberturas, vinhetas de intervalo e encerramento originais.

## Repercussão

### Audiência

#### Exibição original
O folhetim estreou com média de 70 pontos na Grande São Paulo, segundo dados da Folha de S. Paulo. Em sua penúltima semana, entre 19 e 24 de março de 1990, Tieta registra uma média de 71 pontos. Seu último capítulo marcou 78 pontos.[carece de fontes?]
Sua média geral foi de 65 pontos, ocupando a primeira colocação entre as novelas de maior audiência da história da Globo, junto com Roque Santeiro.

#### Reprises noVale a Pena Ver de Novo
A primeira reprise teve média geral de 27.79 pontos. O maior índice foi de 35 pontos, registrados em 7 de outubro de 1994 e 7 de abril de 1995, dia do último capítulo, e o menor foi de 20 pontos em 19 de dezembro de 1994.
A segunda reprise reestreou com 16,5 pontos e share de 34,8%. O segundo capítulo registrou 17,2 pontos. Em 27 de dezembro de 2024 registrou 17,9 pontos, chegando ao pico de 20. Em 10 de fevereiro de 2025 registrou 18,9 pontos. No dia 12 de março de 2025, a novela bate recorde negativo e marcou 10,2 pontos. O motivo foi o horário em que foi exibida, das 15h11 ás 15h54, por causa da Supercopa do Brasil de Futebol Feminino no jogo da semifinal entre São Paulo x Flamengo ás 16h.
Em 12 de maio de 2025, sendo impulsionada pela reestreia de A Viagem e com a sequência das cenas da morte de Arthurzinho, a novela registrou 20,9 pontos. O último capítulo registrou 18,9 pontos, sendo o maior índice de um desfecho na faixa desde a terceira reprise de O Rei do Gado. Teve média geral de 15,9 pontos, mantendo os bons números do horário vespertino.

### Controvérsias
A telenovela causou polêmica quanto aos temas abordados. O incesto foi tratado na história quando Tieta (Betty Faria) começa a seduzir seu sobrinho Ricardo (Cássio Gabus Mendes) para se vingar de Perpétua (Joana Fomm). Essa relação não apenas causou polêmica pelo grau de parentesco dos personagens, como também pelo fato do jovem ser um seminarista. O público não aceitou essa relação de imediato e a Igreja Católica também a recriminou.
A trama mostrou ainda um personagem pedófilo, o coronel Artur de Tapitanga (Ary Fontoura), que abusava sexualmente de suas meninas, às quais chamava de "rolinhas".

### Temas recorrentes
- Incesto: Tieta e Ricardo;
- Abuso sexual: Coronel Arthur da Tapitanga, Filomena e mulher de branco;
- Fanatismo religioso: Perpétua, Amorzinho, Cinira, Cosme, Araci, Nevinha e Rafa;
- Concubinato e Cárcere privado: Modesto Pires, Carol e a nova amante de Modesto no último capítulo;
- Proxenetismo: Tieta e Zuleica Cinderela;
- Hipocondria: Juracy;
- Prostituição: Leonora e as meninas da Casa da Luz Vermelha;
- Alcoolismo: Bafo de Bode;
- Poliamor: Dário, Laura e Silvana.
- Transexualidade: Ninete.

### Impacto

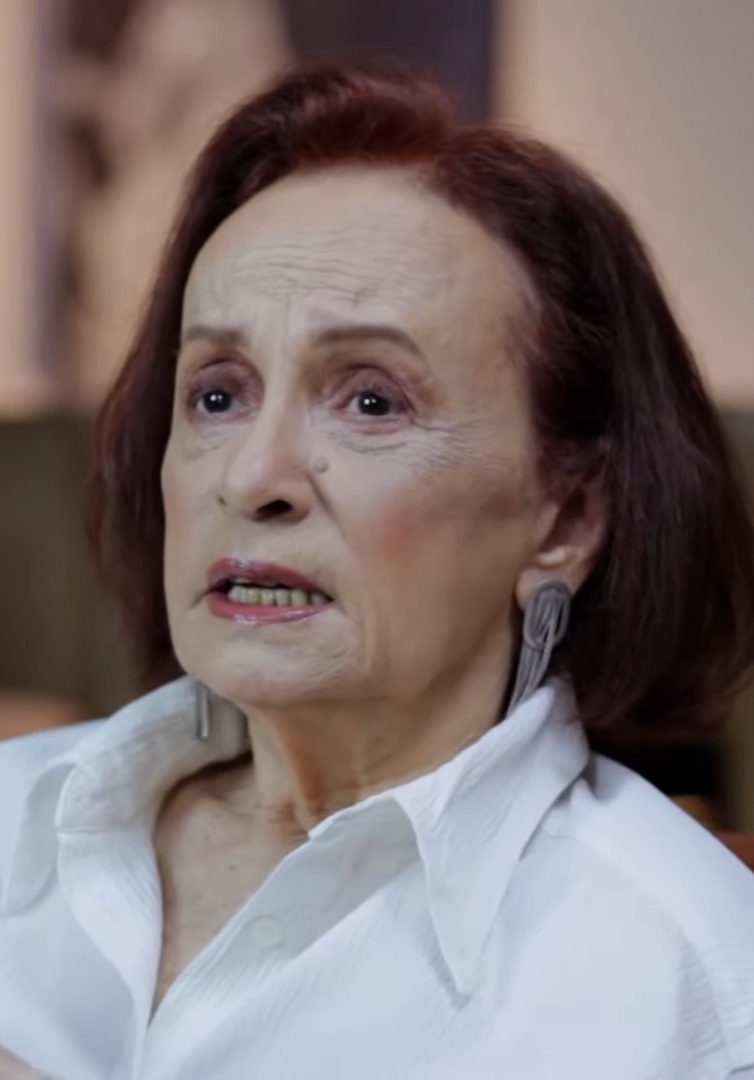
A atriz Joana Fomm foi aclamada pela sua vilã-cômica Perpétua na telenovela, e ganhou prêmios.

Tieta se tornou uma das telenovelas mais lembradas da TV Globo, chegando a ter as suas cenas presentes em virais das redes sociais, principalmente entre o público jovem. Durante o anúncio de sua segunda reprise em 2024, a Globo premiou dez telespectadores que especulavam o retorno da trama com televisores após dias de suspense quanto ao anúncio da substituta de Alma Gêmea no Vale a Pena Ver de Novo. A premiação faz referência a um dos momentos da protagonista quando retorna à cidade de Santana do Agreste, quando distribuiu televisão para os moradores.

## Trilha sonora
A trilha sonora de Tieta foi composta por duas trilhas nacionais, intituladas Tieta e Tieta 2, ambas lançadas em 1989, o primeiro volume vendeu 1,1 milhão de cópias, sendo a trilha sonora com músicas nacionais de maior vendagem até 1997, quando O Rei do Gado a ultrapassou, atualmente ocupando o 2º lugar e a 9º no geral. Já o segundo volume vendeu 500 mil cópias, totalizando juntos 1,6 milhões de cópias vendidas. 
Durante a reprise da telenovela no Vale a Pena Ver de Novo, em 1994, a Som Livre lançou o álbum intitulado Tieta Especial, contendo as melhores canções das duas trilhas sonoras originais.